# Ludwik Boczoń
Ludwik Boczoń (ur. 1883, zm. 1960 w Zakopanem) – nauczyciel, poseł na Sejm Rzeczypospolitej Polskiej II I III kadencji.
Dyplomowany nauczyciel z Galicji, od 1919 nauczyciel szkoły powszechnej w Żabikowie. Ukończył Seminarium nauczycielskie i wyższy kurs nauczycielski, pracował w kółkach rolniczych i oświatowych. Założyciel i członek Towarzystwa dla Popierania Przemysłu w Żabikowie. Założyciel i kierownik spółdzielni budowlanej „Osada”. Publikował artykuły w czasopismach „Prawda”, „Prawda Robotnicza”. Członek Rady Gminnej, Wydziału Powiatowego i Sejmiku Wojewódzkiego, członek zarządu Funduszu Bezrobocia.
W Sejmie II kadencji reprezentował  Narodową Partię Robotniczą-Lewica, a do sejmu III kadencji wszedł z ramienia BBWR. Pochowany na Nowym Cmentarzu przy ulicy Nowotarskiej w Zakopanem (kw. N2-5-9).

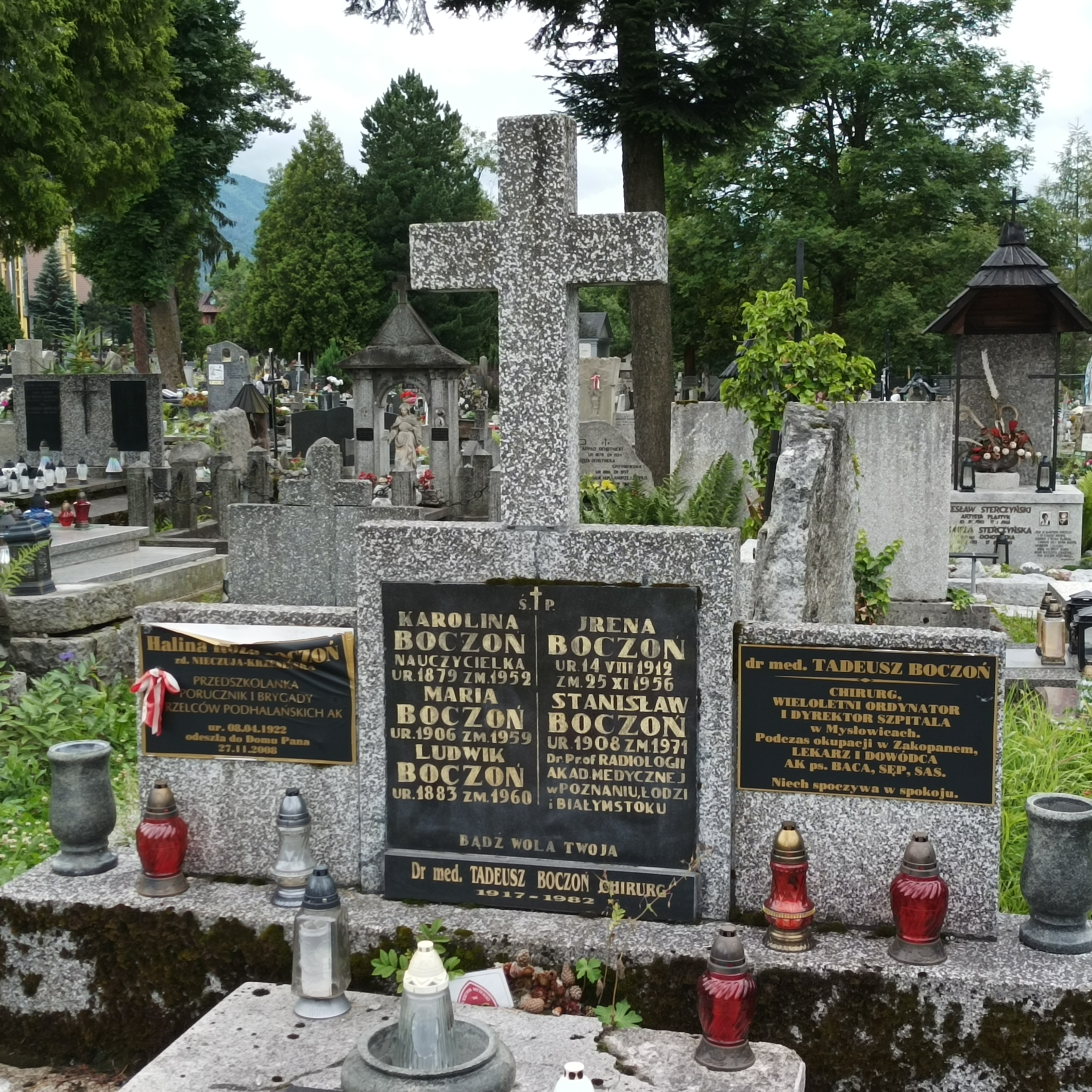
Grób Ludwika Boczonia na Nowym Cmentarzu przy ulicy Nowotarskiej w Zakopanem